# Юріс Лайзанс
Юріс Лайзанс (латис. Juris Laizāns, нар. 6 січня 1979, Рига) — латвійський футболіст, що грав на позиції півзахисника.
Виступав, зокрема, за клуб ЦСКА (Москва), а також національну збірну Латвії.
Чемпіон Росії. Володар Кубка Росії. Володар Кубка УЄФА. 

## Клубна кар'єра
У дорослому футболі дебютував 1997 року виступами за команду клубу «Сконто», в якій провів три сезони, взявши участь у 81 матчі чемпіонату. 
Своєю грою за цю команду привернув увагу представників тренерського штабу клубу ЦСКА (Москва), до складу якого приєднався 2001 року. Відіграв за московських армійців наступні чотири сезони своєї ігрової кар'єри. За цей час виборов титул чемпіона Росії, ставав володарем Кубка УЄФА.
Згодом з 2005 по 2012 рік грав у складі команд клубів «Торпедо» (Москва), «Ростов», «Кубань», «Шинник», «Олімпс», «Вентспілс», «Сконто», «Салют» (Бєлгород), «Сконто» та «Факел» (Воронеж).
Завершив професійну ігрову кар'єру у клубі «Сконто», у складі якого вже виступав раніше. Прийшов до команди 2012 року, захищав її кольори до припинення виступів на професійному рівні у 2014 році.

## Виступи за збірну
У 1998 році дебютував в офіційних матчах у складі національної збірної Латвії. Протягом кар'єри у національній команді, яка тривала 17 років, провів у формі головної команди країни 113 матчів, забивши 15 голів.
У складі збірної був учасником чемпіонату Європи 2004 року у Португалії.

## Титули і досягнення

### Командні
- Чемпіон Латвії (3):

Сконто: 1998, 1999, 2000
- Володар Кубка Латвії (2):

Сконто: 1998, 2000
- Чемпіон Росії (1):

ЦСКА (Москва): 2003
- Володар Кубка Росії (1):

ЦСКА (Москва): 2002, 2005
- Володар Кубка УЄФА (1):

ЦСКА (Москва): 2004–05

### Особисті
- Футболіст року в Латвії: 2002